# Jesse Lee Peterson
Jesse Lee Peterson (Midway, Alabama 22 mei 1949) is een Amerikaanse conservatieve radiopresentator en predikant. Hij is de oprichter van de christelijke organisatie Brotherhood Organization of a New Destiny (BOND), en is gastheer van de programma's The Jesse Lee Peterson Radio Show en The Fallen State TV.

## Levensloop

### Jeugd
Peterson werd geboren op 22 mei 1949 in Midway, Alabama, en groeide op in Corner Hill bij zijn grootouders, op de plantage van de familie Comer, waar zijn overgrootouders een eeuw eerder tot slaaf waren gemaakt. Petersons moeder en vader verhuisden respectievelijk naar Gary, Indiana, en East Chicago, Indiana, waar ze elk een eigen gezin stichtten.
Peterson werd geboren met een gespleten gehemelte dat pas in zijn tienerjaren werd hersteld. Peterson woonde als tiener bij zijn moeder en stiefvader in Gary waar hij kort naar de Edison High School ging. Daarna keerde hij terug naar Alabama en studeerde af aan de middelbare school voordat hij naar Los Angeles verhuisde, waar hij een jaar naar het Los Angeles City College ging en waar hij in 1989 zijn eigen conciërgedienst begon.

### Carrière

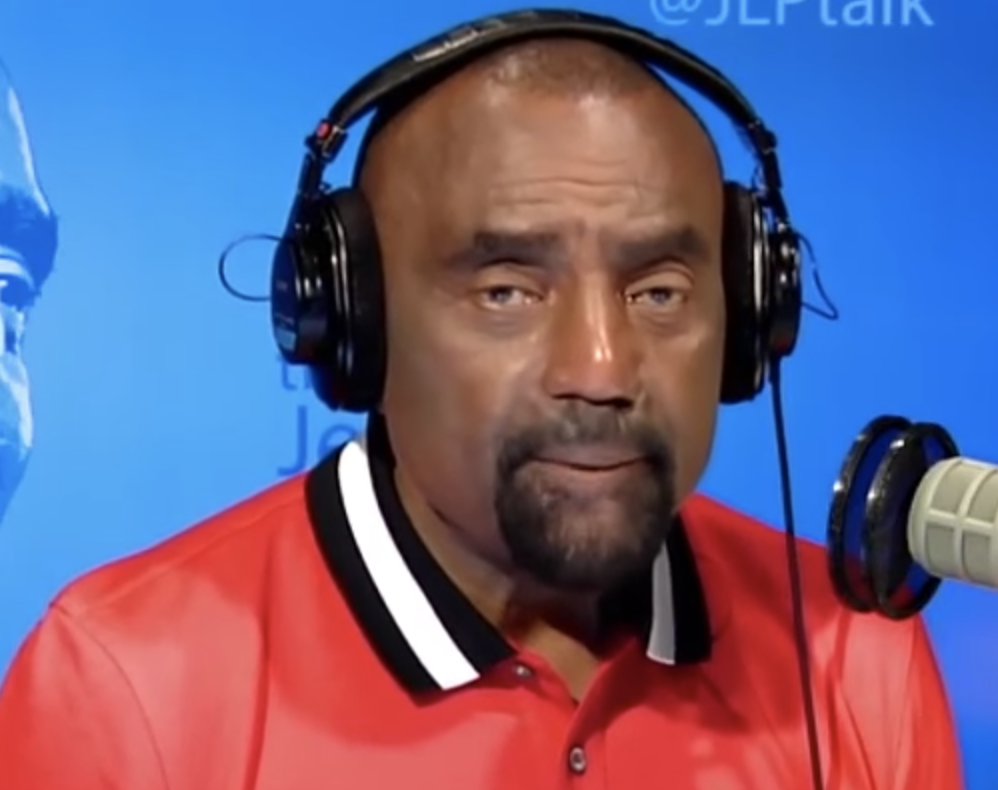
JesseLeePeterson

Sinds 1991 is Peterson gastheer van verschillende radio- en televisieprogramma's, waaronder de dagelijkse Jesse Peterson Radio Show, over spirituele kwesties, relaties en familie, maar ook over politiek en cultuur, Out of Los Angeles TV Show (1991-2006), God's learning Channel TV Show (2002-2005) en The Fallen State TV Show sinds 2016.
Peterson is ook een regelmatige gast bij bekende conservatieve televisieprogramma's als Hannity, The O'Reilly Factor, Infowars ect, en zijn radioshow verscheen ook op Newsmax tussen 2017 en 2018.
Peterson schreef ook verschillende boeken, naar eigen zeggen met de bedoeling mensen te helpen en bewust te maken van de waarheid, ongeacht hun achtergrond.

### BOND
BOND, de Brotherhood Organisation of a New Destiny, is naar eigen zeggen een nationaal erkende 501(c)(3) non-profitorganisatie, gevestigd in Los Angeles, opgericht in 1990 door Jesse Lee Peterson, gewijd aan de wederopbouw van het gezin door de wederopbouw van de man. Sinds 1990 biedt BOND begeleiding aan mensen die te maken hebben met persoonlijke, relatie- en familieproblemen. BOND houdt wekelijkse kerkdiensten, maandelijkse mannen- en vrouwenfora, town hall meetings, rally's en conferenties.

## Publicaties
- From Rage to Responsibility: Black Conservative Jesse Lee Peterson and America Today, with Dennis Prager and Brad Stetson. Paragon House, 2000, ISBN 1-55778-788-3
- SCAM: How the Black Leadership Exploits Black America, WND Books, ISBN 0-7852-6331-4. Reprinted, Thomas Nelson, 2005, ISBN 978-1595550453
- The Seven Guaranteed Steps to Spiritual, Family and Financial Success, 2007.
- The ANTIDOTE: Healing America from the Poison of Hate, Blame and Victimhood, WND Books, ISBN 978-1-942475-00-2 (hardcover), 2015.